# 中矢力
中矢 力（なかや りき、1989年7月25日 - ）は、日本の柔道家。階級は73kg級。身長168cm。血液型はA型。組み手は右組み。段位は六段。得意技は背負投、寝技。現在は綜合警備保障に所属 している。

## 経歴
愛媛県松山市の出身。中矢が誕生して命名するにあたっては母親がプロレスファンであり、当初は藤波辰巳に肖って『辰巳』とつけるつもりでいたが、字数が揃わなかったことから藤波の好敵手である長州力から名前を取って『力』と命名した。
幼稚園の時に兄が柔道をやっていた三津浜柔道会に入会して柔道を始める。中矢は少年時代に伊予柔道会との対抗戦で浅見八瑠奈と対戦したことがあり、伊予柔道会の稽古ぶりに感銘を受けて兄と共に伊予柔道会に移籍した。
中学3年の時に全国中学校柔道大会73kg級で2位となる。新田高校2年の時にインターハイ73kg級で優勝するが、3年の時には1学年下で当時73kg級の選手だった森下純平に決勝で敗れて連覇はならなかった。ジュニア体重別では高校2年の時に3位だったが、3年の時に優勝して、東海大学進学後は連覇を果たした。世界ジュニアでは3位となる。
全日本学生では、大学2年3年と連覇を果たす。講道館杯では高校3年の時に早くも2位となり、その後3位、2位止まりだったが、大学3年の時に初優勝を果たした。続いて出場したグランドスラム・東京ではシニアの国際大会初優勝を果たす。
2011年2月にはグランドスラム・パリでも優勝して、グランドスラム大会2連覇を達成する。
そして4月には世界選手権代表に選ばれた。その直後のアジア柔道選手権大会の個人戦では韓国の王己春に敗れるが、団体戦では勝利を収めた。
6月にはグランドスラム・リオでも優勝を果たす。8月の世界選手権では準決勝で秋本啓之に大外刈で技ありを取って優勢勝ちすると、決勝ではオランダのデックス・エレモントに指導2で優勢勝ちして優勝を果たした。12月のグランドスラム・東京準決勝では開始時刻を間違う不注意も影響してか、秋本に背負投で一本負けして3位に終わった。
2012年1月には ワールドマスターズに出場して、準決勝で秋本に3-0で判定勝ちするも、決勝では王から指導1を取るものの1-2の判定で敗れて2位に終わった。5月の選抜体重別では決勝で世界ジュニアチャンピオンである天理大学の大野将平を上四方固で破り、今大会初優勝を飾ってロンドンオリンピック代表に選出された。
2012年7月のロンドンオリンピックでは初戦でバルバドスのカイル・マックスウェルを崩上四方固、2回戦でイスラエルのイオセフ・パレラシビリを縦四方固、準々決勝でタジキスタンのラスル・ボキエフを指導2、準決勝でオランダのエレモントを3-0の判定でそれぞれ破り、決勝でロシアのマンスール・イサエフに有効で敗れはしたものの銀メダルを獲得した。
2013年5月の体重別では決勝で筑波大学の西山雄希を崩袈裟固で破って今大会2連覇を達成して世界選手権代表に選ばれた。8月の世界選手権では、準々決勝でモンゴルのサインジャルカル・ニャムオチルと対戦すると、指導2でリードしながら終盤に小外刈で敗れた。この際に頭を強く打って軽い脳振とうを引き起こして病院に搬送されたものの、精密検査の結果異常なしと判断された。しかし、大事を取って敗者復活戦には出場せず7位にとどまることになった。11月のグランドスラム・東京では、決勝で韓国の方貴満を得意の寝技で破るなどオール一本勝ちで優勝を飾った。
2014年2月のグランドスラム・パリではロンドンオリンピック以来のイサエフとの再戦になったが、指導1でリードしながら中盤に足取りで反則負けを喫した。4月の体重別は決勝で旭化成の大野将平に浮落で一本負けして2位だった。しかしながら、大野に続いてこの階級の世界選手権代表に選出された。8月の世界選手権では決勝で北朝鮮のホン・ククヒョンに一本勝ちして、3年ぶり2度目の世界選手権優勝を成し遂げた。世界団体でも優勝メンバーの一員として名を連ねることになった。
2015年4月の体重別では3位に終わったものの、世界選手権代表に選ばれた。5月のワールドマスターズでは準決勝でグルジアのヌグザリ・タタラシビリに一本負けして3位に終わった。8月の世界選手権では準決勝までの5試合を全て一本勝ちするも、決勝では大野に技ありで敗れて世界選手権3度目の優勝はならなかった。世界団体では決勝で敗れたものの、チームは優勝を飾ることになった。12月のグランドスラム・東京では大会直前に「負けたら五輪代表はないと思っている」と語っていたが、3回戦でロシアのムサ・モグシコフに技ありで敗れてメダルも獲得できずに終わった。
2016年2月のグランドスラム・パリでは準々決勝で秋本に足取りの反則負けを喫すると、その後の3位決定戦でイスラエルのサギ・ムキに有効を取られた際に腕を負傷して棄権負けとなり5位に終わった。4月の選抜体重別では決勝で大野に指導1で敗れて、リオデジャネイロオリンピック代表には選出されなかった。7ヶ月振りの試合となった講道館杯では、決勝で高校と大学の8年後輩にあたる東海大学1年の立川新に有効で敗れて2位にとどまった。
2017年3月のグランドスラム・バクーでは決勝でモンゴルの選手に技ありで敗れて2位だった。4月の体重別では準決勝で立川に敗れて3位だったが、世界団体のメンバーに選出された。9月の世界団体では初戦と2回戦に出場して1勝1敗だったが、チームは優勝を飾った。その後、階級を81kg級に変更した。講道館杯では3回戦で日体大1年の藤原崇太郎に敗れた。
2020年12月14日、所属先のALSOKを通じて現役引退を発表、2021年1月から同社柔道部のコーチに就任。

## 世界ランキング
IJF世界ランキングは570ポイント獲得で34位(18/9/3現在)。
- 世界ランキングの年度別変遷

|      | 2010年 | 2011年 | 2012年 | 2013年 | 2014年 | 2015年 | 2016年 |
| ---- | ------ | ------ | ------ | ------ | ------ | ------ | ------ |
| 順位 | 19     | 1      | 1      | 9      | 9      | 7      | 31     |

(出典、JudoInside.com)。

## 戦績
73kg級での戦績
- 2004年 - 全国中学校柔道大会 2位
- 2004年 - 全日本選抜少年柔道大会 2位
- 2006年 - インターハイ 優勝
- 2006年 - ジュニア体重別 3位
- 2007年 - ロシアジュニア国際 優勝
- 2007年 - インターハイ 2位
- 2007年 - ジュニア体重別 優勝
- 2007年 - 講道館杯 2位
- 2008年 - 体重別 3位
- 2008年 - フランスジュニア国際 優勝
- 2008年 - ジュニア体重別 優勝
- 2008年 - 世界ジュニア 3位
- 2008年 - 学生団体体重別 3位
- 2008年 - 講道館杯 3位
- 2009年 - 体重別 3位
- 2009年 - 学生体重別 優勝
- 2009年 - 学生団体体重別 優勝
- 2009年 - 講道館杯 2位
- 2010年 - ワールドカップ・ウィーン 2位
- 2010年 - 体重別 3位
- 2010年 - ワールドカップ・サルヴァドール 優勝
- 2010年 - 学生体重別 優勝
- 2010年 - グランプリ・ロッテルダム 5位
- 2010年 - 学生団体体重別 2位
- 2010年 - 講道館杯 優勝
- 2010年 - グランドスラム・東京 優勝
- 2011年 - グランドスラム・パリ 優勝
- 2011年 - ワールドカップ・ブダペスト 3位
- 2011年 - アジア柔道選手権大会 個人戦 2位 団体戦 2位
- 2011年 - グランドスラム・リオ 優勝
- 2011年 - 世界選手権 優勝
- 2011年 - 世界団体 3位
- 2011年 - グランドスラム・東京 3位
- 2012年 - ワールドマスターズ 2位
- 2012年 - 選抜体重別 優勝
- 2012年 - ロンドンオリンピック 2位
- 2012年 - グランドスラム・東京 2位
- 2013年 - アジア選手権 団体戦 2位
- 2013年 - 選抜体重別 優勝
- 2013年 - 世界選手権 7位
- 2013年 - グランドスラム・東京 優勝
- 2014年 - 選抜体重別 2位
- 2014年 - 世界選手権 優勝
- 2014年 - 世界団体 優勝
- 2015年 - 選抜体重別 3位
- 2015年 - ワールドマスターズ 3位
- 2015年 - 世界選手権 2位
- 2015年 - 世界団体 優勝
- 2016年 -　グランドスラム・パリ 5位
- 2016年 -　選抜体重別 2位
- 2016年 -　講道館杯 2位
- 2017年 -　グランドスラム・バクー 2位
- 2017年 - 選抜体重別 3位
- 2017年 -　世界団体 優勝

81kg級での戦績
- 2018年 - 実業個人選手権 3位

(出典、JudoInside.com)。

## 有力選手との対戦成績
(2018年12月現在)
| 国籍               | 選手名                         | 内容   |
| ------------------ | ------------------------------ | ------ |
| 日本の旗           | 秋本啓之                       | 2勝3敗 |
| 大韓民国の旗       | 王己春                         | 1勝3敗 |
| オランダの旗       | デックス・エレモント           | 3勝0敗 |
| ウズベキスタンの旗 | ナフルズ・ユラコビロフ         | 1勝0敗 |
| モンゴルの旗       | サインジャルカル・ニャムオチル | 1勝1敗 |
| ロシアの旗         | マンスール・イサエフ           | 0勝2敗 |

(参考資料：ベースボールマガジン社発行の近代柔道バックナンバー、JudoInside.com等)。